# Kureń Kijowski
Kureń Kijowski – półwojskowa jednostka OUN-M, utworzona w Kijowie w 1941, głównie z wziętych do niewoli żołnierzy Armii Czerwonej.
Kureń pełnił rolę policji pomocniczej w Kijowie. Funkcje dowódcze pełnili członkowie grup pochodnych OUN-M.
Początkowo dowódcą był Ołeh Olżycz (do września 1941), a od początku października 1941 Petro Zachwałynskyj. Po przybyciu do Kijowa Kurenia Bukowińskiego obie formacje zostały połączone, a potem na ich bazie utworzono kijowską policję pomocniczą oraz batalion Schutzmannschaft.
Petro Zachwałynskyj objął stanowisko dowódcy kijowskiej policji, a od sierpnia 1942 zastąpił go na tym stanowisku Anatolij Kabajda.
Kureń Kijowski jest oskarżany o udział w zbrodni w Babim Jarze.